# 傑迪代省
33°14′N 8°30′W / 33.233°N 8.500°W
傑迪代省（阿拉伯语：‎），是摩洛哥的省份，位於該國西北部，由卡薩布蘭卡-塞塔特大區負責管轄，首府設於傑迪代，面積6平方公里，2004年人口1,103,032，人口密度每平方公里183,839人。